# Tvaerenella
Tvaerenella is een geslacht van uitgestorven kreeftachtigen uit de klasse van de Ostracoda (mosselkreeftjes).

## Soorten
- Tvaerenella bugarictensis Ivanova (V. A.), 1979 †
- Tvaerenella caesura Schallreuter, 1993 †
- Tvaerenella carinata (Thorslund, 1940) Jaanusson, 1957 †
- Tvaerenella expedita Sarv, 1959 †
- Tvaerenella granosa (Oepik, 1937) Jaanusson, 1957 †
- Tvaerenella indistincta (Oepik, 1937) Ivanova (V. A.), 1979 †
- Tvaerenella longa Sarv, 1959 †
- Tvaerenella macilenta Kanygin, 1971 †
- Tvaerenella magna (Sarv, 1956) Jaanusson, 1957 †
- Tvaerenella modesta Sarv, 1959 †
- Tvaerenella plana (Krause, 1889) †
- Tvaerenella postpleta Schallreuter, 1981 †
- Tvaerenella pretiosa (Sarv, 1959) Meidla, 1983 †
- Tvaerenella pretiosa (Sarv, 1959) Schallreuter, 1967 †
- Tvaerenella pulex (Oepik, 1937) Jaanusson, 1957 †
- Tvaerenella sarvi Ivanova (V. A.), 1973 †
- Tvaerenella stossmeisteri Schallreuter, 1985 †
- Tvaerenella tuberculata (Krause, 1892) Schallreuter, 1985 †
- Tvaerenella ubjaensis (Oepik, 1937) Jaanusson, 1957 †